# Paul Heinemann (pilote automobile)
Cet article concerne le pilote automobile. Pour le scientifique, voir Paul Heinemann.
Paul Heinemann, né à Hommerschen, Geilenkirchen, le 23 février 1911 et mort le 1er août 1990, est un pilote automobile allemand, courant pour l'équipe BMW.

## Palmarès
- 24 heures du Mans 1939 : 7e